# 황금봉
황금봉(黃金峯, ? ~ ?)은 일제강점기의 승려이다.

## 생애
생몰연대는 알 수 없으며 금강산 건봉사 재적의 대처승이라는 단편적인 사실만 알려져 있다. 중앙 불교계에는 1934년 11월 보성고등보통학교 인계와 출자 문제로 임시위원 8인을 선정했을 때 여기에 포함되면서 처음 모습을 드러냈다.
1935년 당시에는 중앙교무원 재무이사였고, 그해 각황사에서 개최된 금강산불교회 창립총회에서는 고문으로 추대되었다. 1936년 조선총독부 제8대 총독으로 미나미 지로가 입성할 때 불교계 대표로 경성역에 나가 환영했다.
이때 함께 출영한 김상호, 이종욱, 김법룡, 박대륜, 김태흡 등은 모두 일제강점기 말기에 친일 행적을 보이는데, 황금봉도 마찬가지였다. 1937년 5월 황금봉은 31대본산주지회의에서 총본산 건설위원으로 선출되어 재무이사와 겸직하게 되었고, 때마침 중일 전쟁 시기라 약 11개월간 전쟁에 적극 협조한 행적이 있다.
중일 전쟁 발발 직전 결성된 조선군사후원연맹에 조선불교중앙교무원 대표로 참석하였고, 전쟁 발발 8일 후인 7월 15일 국위선양 무운장구 기원제라는 행사가 조선신궁에서 열렸을 때 이종욱, 임석진과 함께 다녀왔다. 중앙교무원 대표로서 중국 전선으로 출병하는 일본군 부대 송영에 여러 차례 참여했고, 전사한 유골을 영접하는 행사에도 참석했다. 이러한 행적은 1937년 7월부터 10월 사이에 집중되어 있다.
황금봉은 애국일 기념식 참석, 황군위문단 귀국 환영, 전상 장병 용산역 출영, 서주 함락 봉고제 등 전쟁협력 행위에 계속 가담하다가, 1938년 4월 재무부원들이 저지른 공금 유용 사건에 대한 책임을 지고 4월 27일 사직했다. 중앙교무원 재무이사로서 중일 전쟁과 관련한 1년 남짓한 공식 활동 외에 이후 행적 등에 대해서는 전혀 알려지지 않았다.

## 참고자료
- 임혜봉 (2005년 3월 1일). 〈황금봉 : 중일전쟁 시기 중앙교무원 재무이사〉. 《친일 승려 108인》. 서울: 청년사. 523~527쪽쪽. ISBN 9788972783848.